# Bozgūsh
Bozgūsh (persiska: بزگوش) är en ort i Iran.   Den ligger i provinsen Västazarbaijan, i den nordvästra delen av landet, 600 km nordväst om huvudstaden Teheran. Bozgūsh ligger 1 221 meter över havet och antalet invånare är 177.
Terrängen runt Bozgūsh är platt åt nordost, men åt sydväst är den kuperad. Terrängen runt Bozgūsh sluttar österut.Runt Bozgūsh är det ganska tätbefolkat, med 75 invånare per kvadratkilometer. Närmaste större samhälle är Khvoy, 10,8 km nordost om Bozgūsh. Trakten runt Bozgūsh består till största delen av jordbruksmark.